# Католицизм в Коста-Рике

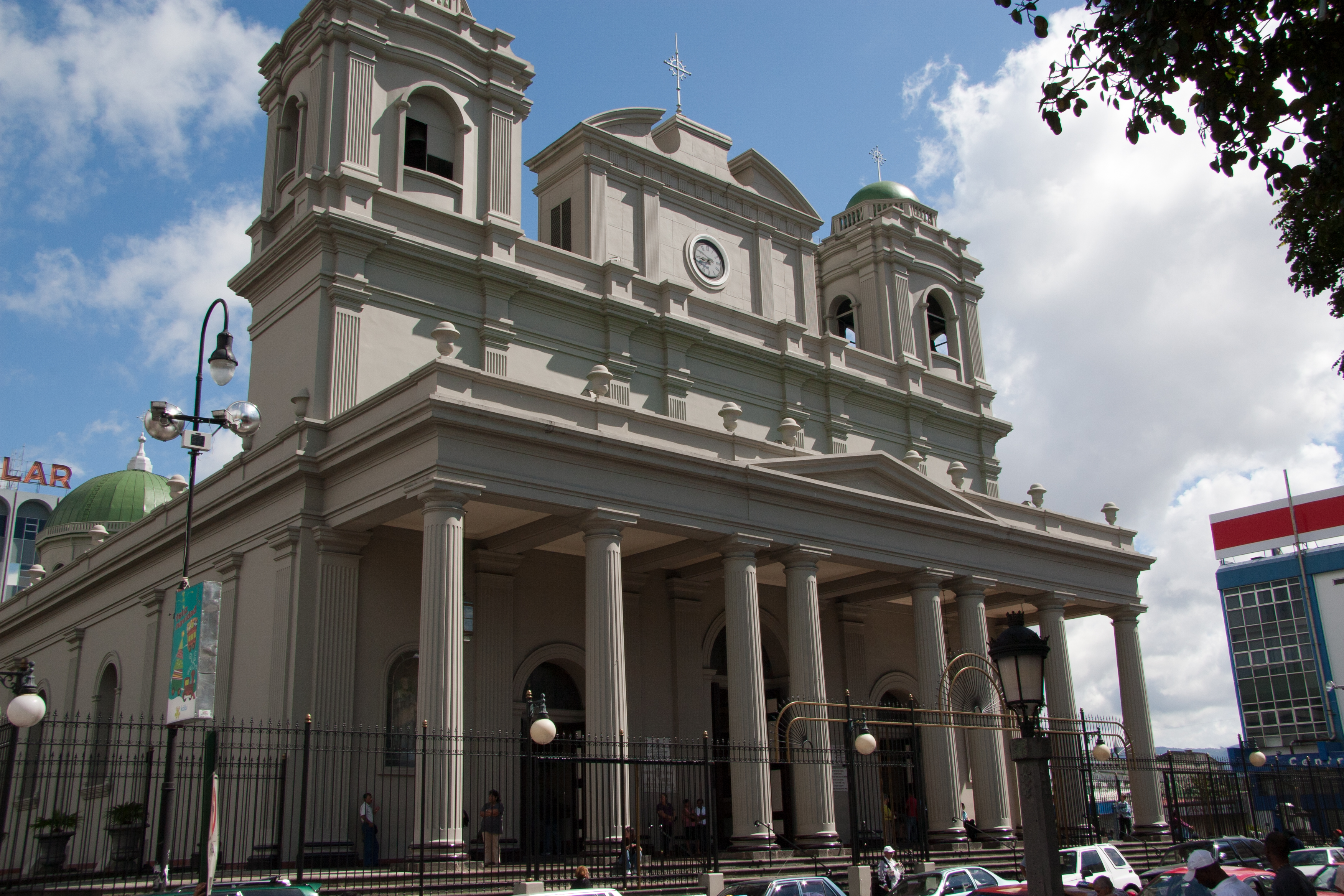
Кафедральный собор Сан-Хосе

Католицизм в Коста-Рике. Католическая церковь Коста-Рики является частью всемирной Католической церкви. Численность католиков в Коста-Рике составляет около 3,4 миллионов человек (87 % от общей численности населения) по данным Католической энциклопедии; 3,76 миллионов человек (83 %) по данным сайта Catholic Hierarchy.

## История
Побережье современной Коста-Рики было открыто Колумбом в 1502 году. В 1522—1524 годах здесь действовала испанская миссия, которая крестила 32 тысячи индейцев, однако во внутренних районах Коста-Рики местные племена оказывали сопротивление европейцам.
Первая епархия на территории современной Коста-Рики, Нуэстра-Сеньора-де-Санта-Мария, была создана в 1513 году, её возглавлял францисканец Хуан де Кеведо. В 1534 году вся территория Коста-Рики вошла в состав епархии Леона-де-Никарагуа.
В XVII—XVIII веке католическая миссия в Коста-Рике активно развивалась, было построено большое количество храмов и приходских школ, миссионеры достигли удалённых горных районов.
В 1838 году Коста-Рика стала независимым государством. 28 февраля 1850 года римский папа Пий IX издал буллу «Christianae religionis autor», которой учредил епархию Сан-Хосе, выделив её из епархии Леона. Первоначально епархия Сан-Хосе была суффраганной по отношению к архиепархии Гватемалы. Первый епископ Сан-Хосе Ансельмо Льоренте-и-Лафуэнте конфликтовал с антиклерикально настроенными властями и был за это сослан.
16 февраля 1921 года папа Бенедикт XV буллой «Praedecessorum Nostrorum» возвёл епархию Сан-Хосе в ранг архиепархии. В XX веке были учреждены 6 епархий, подчинённых митрополии Сан-Хосе.
В 1938 году открыта самостоятельная нунциатура Святого Престола в Коста-Рике.
В марте 1983 года состоялся визит в Коста-Рику папы римского Иоанна Павла II.

## Современное состояние
Современное отношение властей Коста-Рики и Католической церкви регулируется Конституцией страны, принятой в 1949 году (с многочисленными небольшими поправками, принимавшимися в период 1954—2003 годов). Статья 75 Конституции провозглашает католицизм государственной религией страны, что выделяет Коста-Рику из числа соседей, где провозглашён принцип светского государства, несмотря на преобладание католиков среди населения.
Католическая, апостольская, римская религия - это религия государства, которое способствует её поддержанию, не препятствуя свободному отправлению в Республике других культов, которые не противоречат общепринятой морали и добрым обычаям..
Католики составляют большинство населения страны, Католическая церковь ведёт активную благотворительную и образовательную деятельность. В стране служит 761 священник, действуют 307 приходов. Организационно приходы объединены в 6 епархий, подчинённых митрополии Сан-Хосе.